# Buis van Thiele

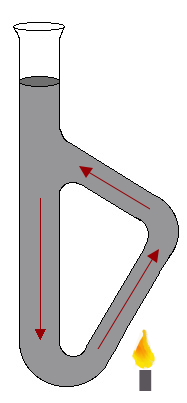
Schematische voorstelling van een buis van Thiele, met aanduiding van de convectierichting van de olie.

De buis van Thiele is een stuk laboratoriumglaswerk dat wordt gebruikt om het smeltpunt van bepaalde stoffen te bepalen. Het werd genoemd naar de Duitse scheikundige Johannes Thiele. Het lijkt op een gewone reageerbuis, maar heeft een driehoekige arm, die met een bepaalde vloeistof (meestal een olie) kan gevuld worden.

## Principe
De buis wordt tot aan de bovenste splitsing gevuld met olie. Vervolgens wordt de arm verwarmd. De specifieke vorm van de buis zorgt ervoor dat de olie door convectie in 1 welbepaalde richting stroomt. Zo ontstaat een oliebad, dat op iedere plaats dezelfde temperatuur heeft.
Vervolgens wordt in een kleine reageerbuis of een capillair, samen met een thermometer, een monster van de te determineren stof in de olie ondergedompeld. De temperatuur wordt geleidelijk opgevoerd en wanneer de stof begint te smelten, is het smeltpunt bereikt.

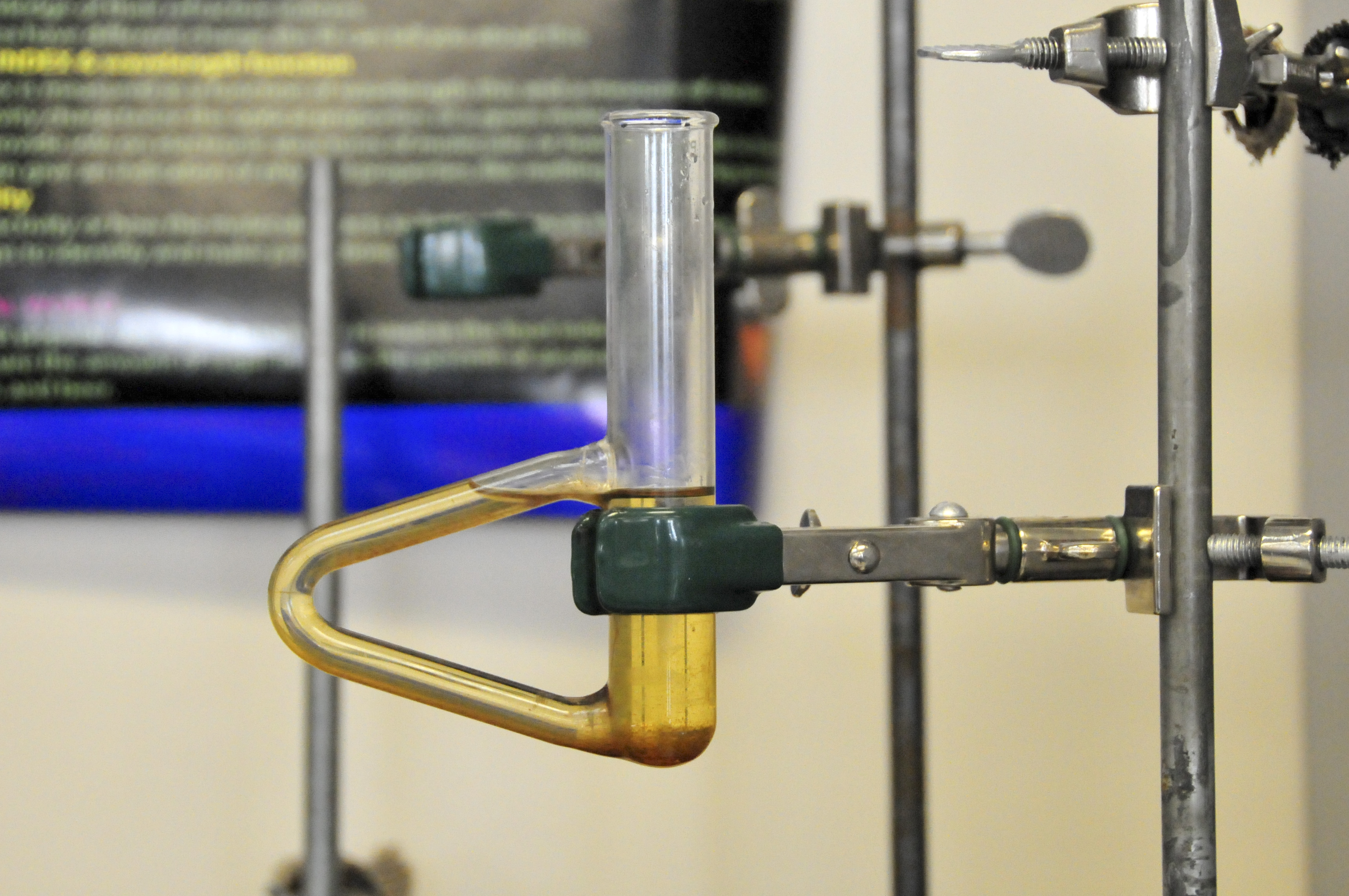
Een buis van Thiele gevuld met olie.